# Mike Brown (zawodnik MMA)
Michael Thomas 'Mike' Brown (ur. 8 września 1975 w Portland) – amerykański zawodnik mieszanych sztuk walki (MMA) w latach 2001-2013. Były mistrz World Extreme Cagefighting w wadze piórkowej.

## Kariera sportowa
W MMA zadebiutował 1 kwietnia 2001, pokonując Jeffa Darienzo. W swoim trzecim zawodowym pojedynku, 17 listopada tego samego roku, uległ Brazylijczykowi Hermesowi Françie przez poddanie. Po passie zwycięskich pojedynków, 2 kwietnia 2003, zadebiutował w Ultimate Fighting Championship, w walce z japońską gwiazdą sportów walki Genkim Sudo, ostatecznie przegrywając z nim przed czasem. W latach 2004–2007, walczył m.in. w USA, Japonii oraz Rosji, wygrywając m.in. z Yvesem Edwardsem natomiast przegrywał z takimi zawodnikami jak Joe Lauzon czy Masakazu Imanari.

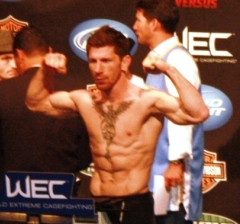
Brown podczas oficjalnego ważenia przed galą WEC 51 (2010)

W 2008, związał się z World Extreme Cagefighting, pokonując w pierwszej walce w organizacji Jeffa Currana jednogłośnie na punkty. 5 listopada 2008, otrzymał szansę walki o mistrzostwo WEC w wadze piórkowej z mistrzem i faworytem Urijah Faber. Niespodziewanie Brown znokautował Fabera już w 1. rundzie, odbierając mu tym samym pas który dzierżył przez blisko trzy lata. Zdobyty tytuł bronił dwukrotnie, najpierw 1 marca 2009 w starciu z Leonardem Garcią, którego poddał duszeniem rękoma, następnie w rewanżu z Faberem, 7 czerwca 2009, ponownie pokonując go, tym razem na punkty.
18 listopada 2009, w swojej trzeciej obronie mistrzostwa na gali WEC 44, uległ Brazylijczykowi José Aldo, przegrywając z nim przez techniczny nokaut w 2. rundzie i tracąc tytuł wagi piórkowej. Po stracie mistrzostwa, do końca 2010, stoczył jeszcze trzy pojedynki (bilans 2-1), po czym w październiku tego samego roku ogłoszono, że organizacja zostanie wchłonięta przez UFC w ramach fuzji, po której wszyscy zawodnicy z ważnymi kontraktami zostaną automatycznie przeniesieni do niej.
1 stycznia 2011, Brown po prawie 5 latach, ponownie stanął w oktagonie UFC, tocząc przegrany pojedynek z Diego Nunesem. W latach 2011–2013, uzyskał bilans 2-2. Po wypadnięciu w kwietniu 2014 z powodu kontuzji z pojedynku przeciwko Estevanowi Payanowi, postanowił zawiesić karierę zawodniczą.

## Osiągnięcia[7]
- 2003: Mistrz TFC w wadze piórkowej
- 2003–2006: Mistrz AFC w wadze piórkowej
- 2005: DEEP Featherweight Tournament – półfinalista turnieju wagi piórkowej
- 2008–2009: Mistrz WEC w wadze piórkowej